# Caloria
Genre
Caloria est un genre de mollusques nudibranches de la famille des Facelinidae. L'espèce type est Caloria maculata, depuis reconnue comme synonyme de Caloria elegans.

## Liste d'espèces
Selon World Register of Marine Species (28 mars 2025) :
- Caloria elegans (Alder & Hancock, 1845)
- Caloria guenanti (Risbec, 1928)
- Caloria indica (Bergh, 1896)
- Caloria militaris  (Alder & Hancock, 1864)
- Caloria quatrefagesi  (Vayssière, 1888)
- Caloria rosea (Bergh, 1888)